# Westinghouse Electric Corporation

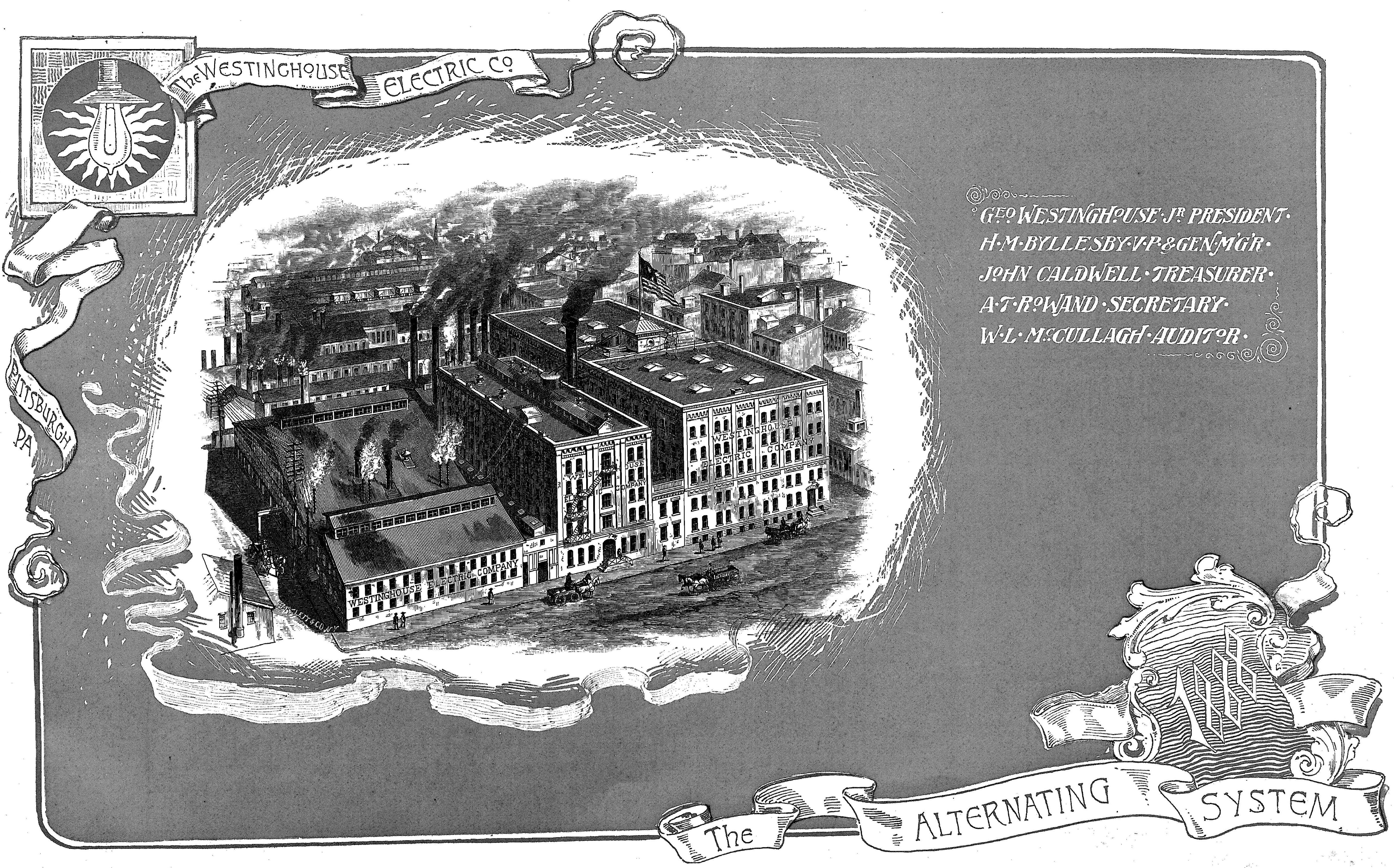
Fabrik von Westinghouse in Pittsburgh, 1888

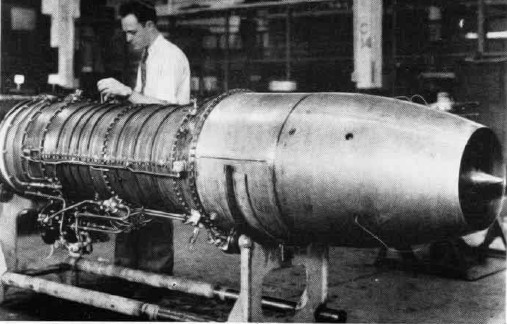
Westinghouse-J30-Triebwerk von 1947

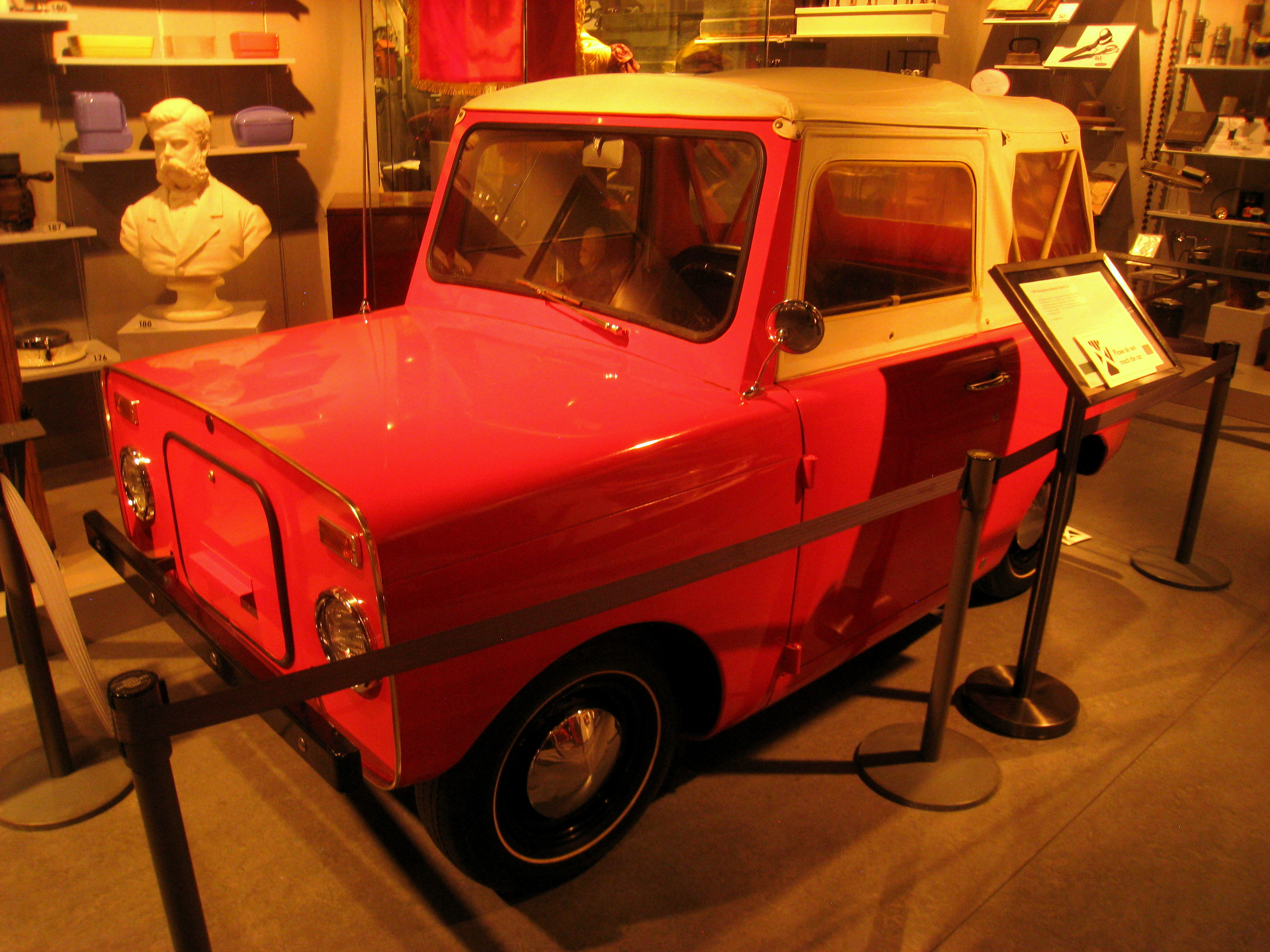
Westinghouse Markette, Elektrofahrzeug 1967

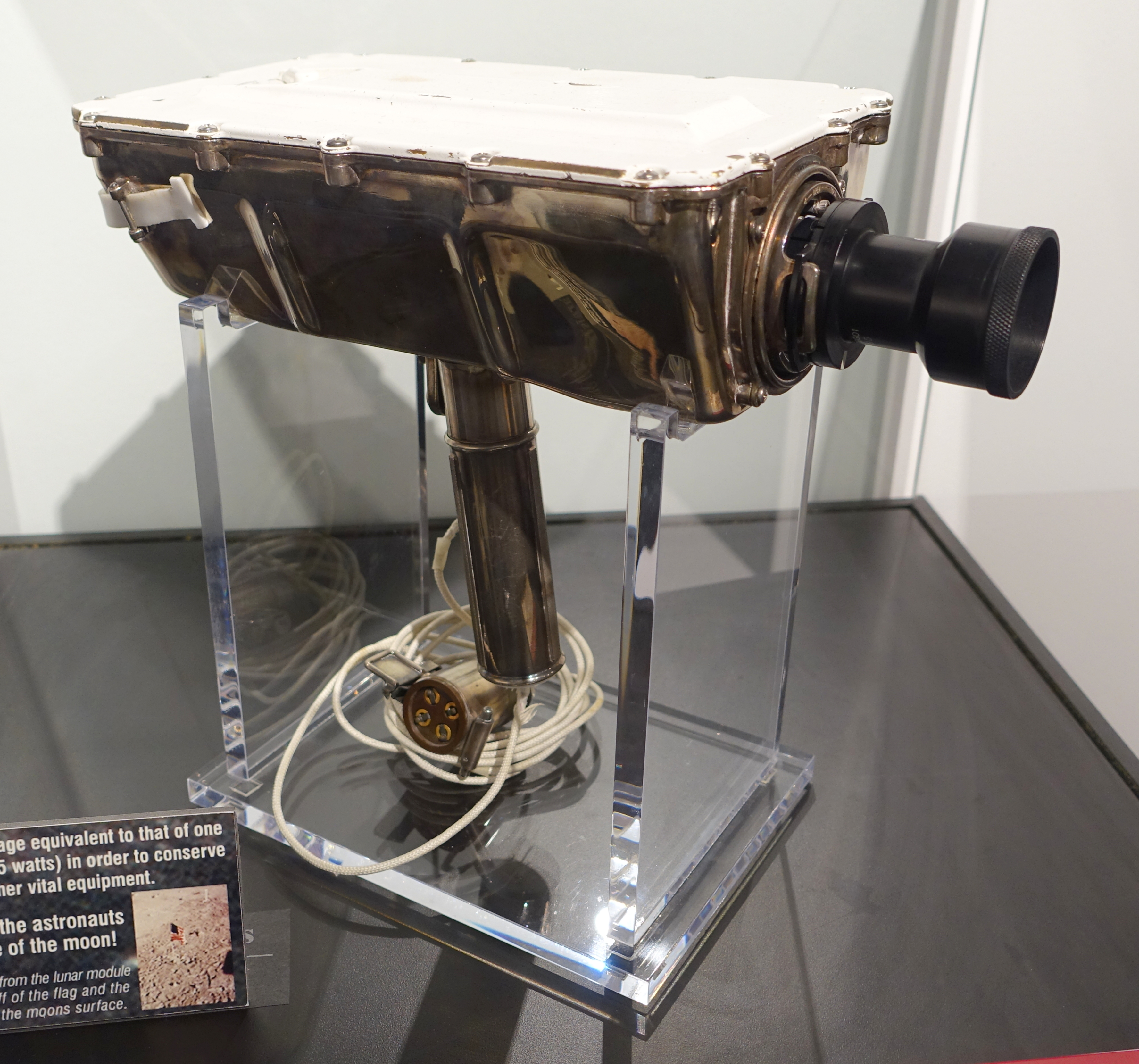
Kamera für Apollo 11-Mission, 1969

Die Westinghouse Electric Corporation war ein US-amerikanischer Konzern, der überwiegend elektrotechnische Erzeugnisse herstellte.

## Geschichte

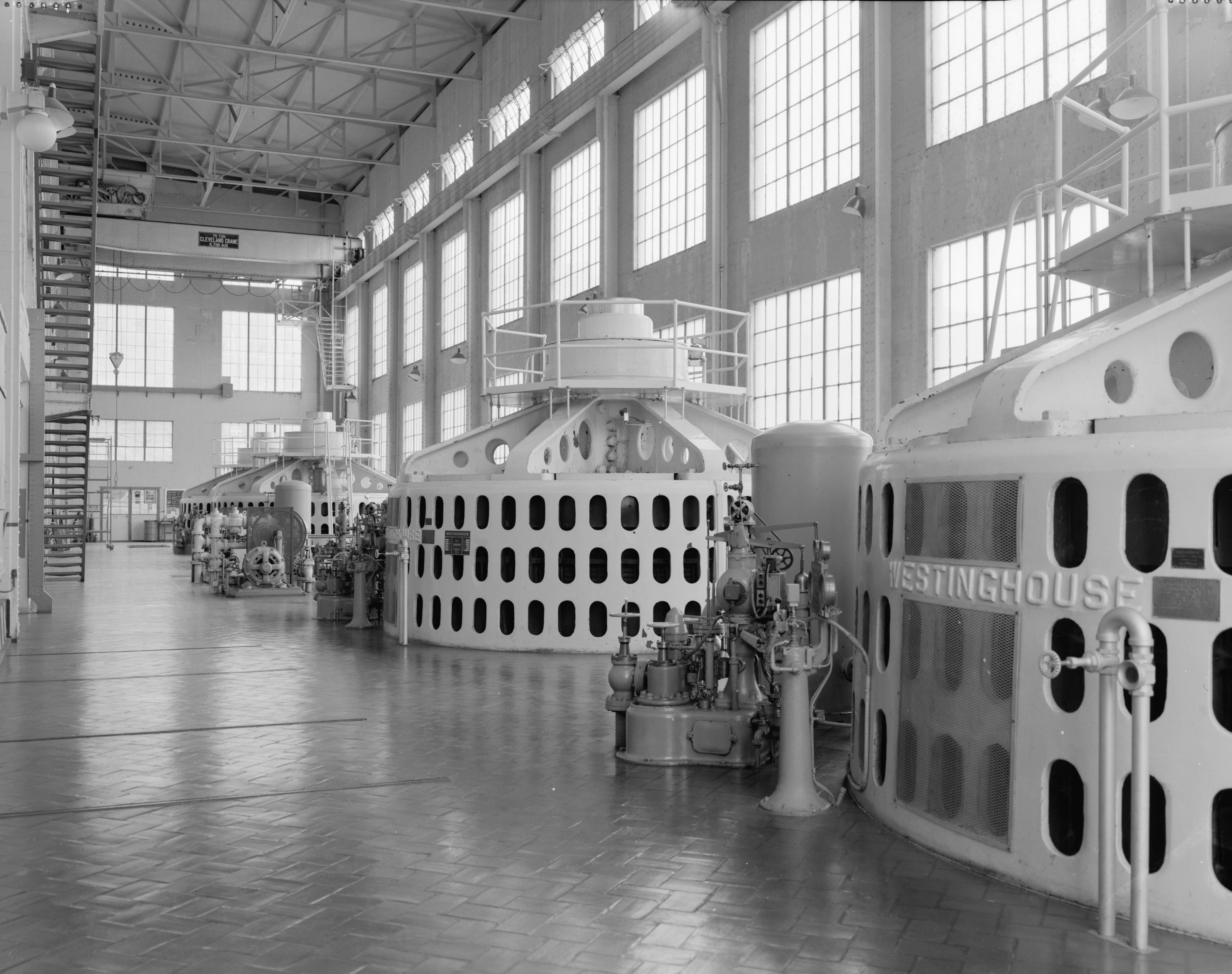
Generatoren von Westinghouse (1994)

Das 1886 von George Westinghouse zur Herstellung von elektrischer Beleuchtung gegründete Unternehmen Westinghouse Electric Company hatte seinen Hauptsitz in Monroeville, Pennsylvania. Westinghouse hatte vorher bereits die Westinghouse Air Brake Company (WABCO) gegründet. Westinghouse Electric erhielt ihr erstes Patent für die Wechselstrom-Übertragung. Sie war Pionier auf dem Gebiet der Fern- und Hochspannungsübertragung von elektrischer Energie (landläufig: elektr. „Strom“). Neben George Westinghouse arbeiteten bei der Firma auch William Stanley, Nikola Tesla und Oliver B. Shallenberger.
Westinghouse war seinerzeit der Rivale von General Electric. Zwischen den beiden Konkurrenten wurde um 1890 ein „Stromkrieg“ um die Verwendung von Gleichspannung oder Wechselspannung geführt. Westinghouse setzte sich dabei mit seinem Wechselspannungssystem in den USA durch. 1893 gewann Westinghouse den Auftrag für das Wasserkraftwerk an den Niagarafällen. Mitte der 1890er Jahre begann Westinghouse mit der Herstellung von Elektromotoren für Aufzüge. Während der „Goldenen Zwanziger Jahre“ machte Westinghouse als Elektrokonzern glänzende Geschäfte. Dies führte jedoch dazu, dass Westinghouse als jene Firma in die Geschichte einging, deren Aktien während des Börsenkrachs am 29. Oktober 1929 (Schwarzer Dienstag) am meisten an Wert verloren.
Die Tochtergesellschaft Westinghouse Electric & Manufacturing Company in Pittsburgh stellte zwischen 1901 und 1907 Kraftfahrzeuge her. Anfang der 1920er Jahre hatte Westinghouse eine vollständige Produktlinie von Aufzugsmotoren und -steuerungen. 1927 übernahm Westinghouse die Kaestner & Hecht Co. aus Chicago. Anfang der 1930er Jahre begann die Entwicklung einer elektrischen Treppe. Die ersten Westinghouse-Rolltreppen wurden im Bahnhof Pennsylvania Station in West-Philadelphia installiert. 1934 kam auch ein Vertrag mit einem Geschäft in Chicago für eine Rolltreppe mit Platz für drei Personen auf jeder Stufe (Breite 48 Zoll) und mit einer Kapazität von 8.000 Personen pro Stunde zustande, weitere folgten. Zwischen 1934 und 1939 reichte der Geschäftsbereich Electric Elevators 11 Patentanmeldungen für elektrische Treppen ein. Es entstand Westinghouse Electric Stairway.
In den 1930er Jahren gehörte Westinghouse zu den größten Herstellern von Glühlampen und stellte Kühlschränke her. Das Unternehmen entwickelte sich zu einem Konzern, der praktisch das gesamte Sortiment an elektrischen und elektrotechnischen Erzeugnissen abdeckte. 1941 stieg Westinghouse in die militärische Elektronik ein und wurde führender Anbieter in der Radartechnik.
1945 erfolgte die Umbenennung in Westinghouse Electric Corporation. Zu den Produkten gehörten auch Elektronenröhren. 1957 arbeiteten die Westinghouse-Forschungslaboratorien an Verfahren zum Vermindern störender Bildzeilen auf Fernsehbildschirmen. Auch die Firma Braun verwendete 1967 in ihrem ersten Farbfernsehgerät eine Westinghouse-Bildröhre. Westinghouse lieferte auch die TV-Kamera der Mondlandung von Apollo 11 (1969).
In den 1950er-Jahren entwickelte Westinghouse ein Konzept eines Kernkraftwerks mit Druckwasserreaktor. Zu dieser Zeit gab es auch Aktivitäten in Bereichen der Rüstung, 1957 erreichte Westinghouse dort nur Platz 25 (GE Platz drei).
1966 hatte das Unternehmen über 125.000 Mitarbeiter. In den 1970er Jahren war in den Laboren von Westinghouse die Idee für TFT-Bildschirme entstanden.
1982 und 1985 stellte Westinghouse mit Mitsubishi Electric Schutzschalter her, die sie auch zusammen vermarkteten. 1984 gründete man ein Joint Venture mit Toshiba, um hochauflösende Bildschirme für Computer und Fernsehgeräte herzustellen. Zwischen 1985 und 1987 verkaufte Westinghouse dann 70 weniger profitable Geschäftsbereiche, den Bereich Aufzüge 1989 an die Schindler Holding.

### Elektrofahrzeugbau
Zwischen 1967 und 1968 stellte das Unternehmen Elektroautos her. Das einzige Modell wurde Westinghouse Markette genannt. Das Fahrzeug war 294 cm lang und hatte eine Reichweite von 35 bis 50 Meilen (etwa 55 bis 80 km). Mit einer Höchstgeschwindigkeit von 40 km/h war es nur innerstädtisch einsetzbar; Der Absatz blieb gering.

### Seit 1990
1990 hatte Westinghouse keine Konsumgüter mehr im Programm, 1994 veräußerte es seine eigene Distributionssparte an Clayton, Dubilier & Rice. Diese ging später als WESCO International an die Börse.
1995 übernahm die Westinghouse Electric Corporation CBS, beschloss die Restrukturierung hin zu einem reinen Medienkonzern und benannte sich 1997 in CBS Corporation um. Die ursprünglichen Kerngeschäfte wurden nach und nach veräußert.
- Die zur Luftschiffsparte gehörenden Westinghouse Airships, Inc. und Westinghouse Surveillance Systems, Ltd. wurden am 12. Dezember 1996 von der Aviation Support Group, Ltd. übernommen und in Global Skyship Industries, Inc. umbenannt. Als Luftschifffahrtsfirma war Westinghouse Airships, Inc. unter anderem bekannt für die Luftschiffe SkyShip 500, SkyShip 600 und Sentinel 1000.
- Das nicht-nukleare Kraftwerksgeschäft wurde 1998 an Siemens verkauft und ging dort in der Siemens Sector Energy auf.
- Die nukleare Sparte ging 1998 an die British Nuclear Fuels, wurde in Westinghouse Electric Company umbenannt, war von 2006 bis 2017 Teil des Toshiba-Konzerns und ist seit 2023 im Besitz der Private-Equity-Gruppe Brookfield (51 %) sowie des kanadischen Uran- und Brennelement-Herstellers Cameco (49 %).[16]

Zur weiteren Nutzung der Marke „Westinghouse“ gründete CBS im Jahr 1998 das Unternehmen Westinghouse Licensing Corporation.
Die CBS Corporation wurde 1999 von Viacom übernommen, einer früheren Tochter der ursprünglichen CBS. Damit übernahm Viacom die ursprüngliche CBS. Dieses bedeutete das Ende der einstigen „Westinghouse Corporation“. Da sich Viacom im Jahr 2005 in eine „neue“ Viacom und die CBS Corporation aufteilte, wobei die vormalige Viacom sich in CBS Corporation umbenannte, ist die heutige CBS Corporation Rechtsnachfolgerin der ursprünglichen Viacom.